# Kvarnbäcken, Haninge
För andra betydelser, se Kvarnbäcken (olika betydelser).

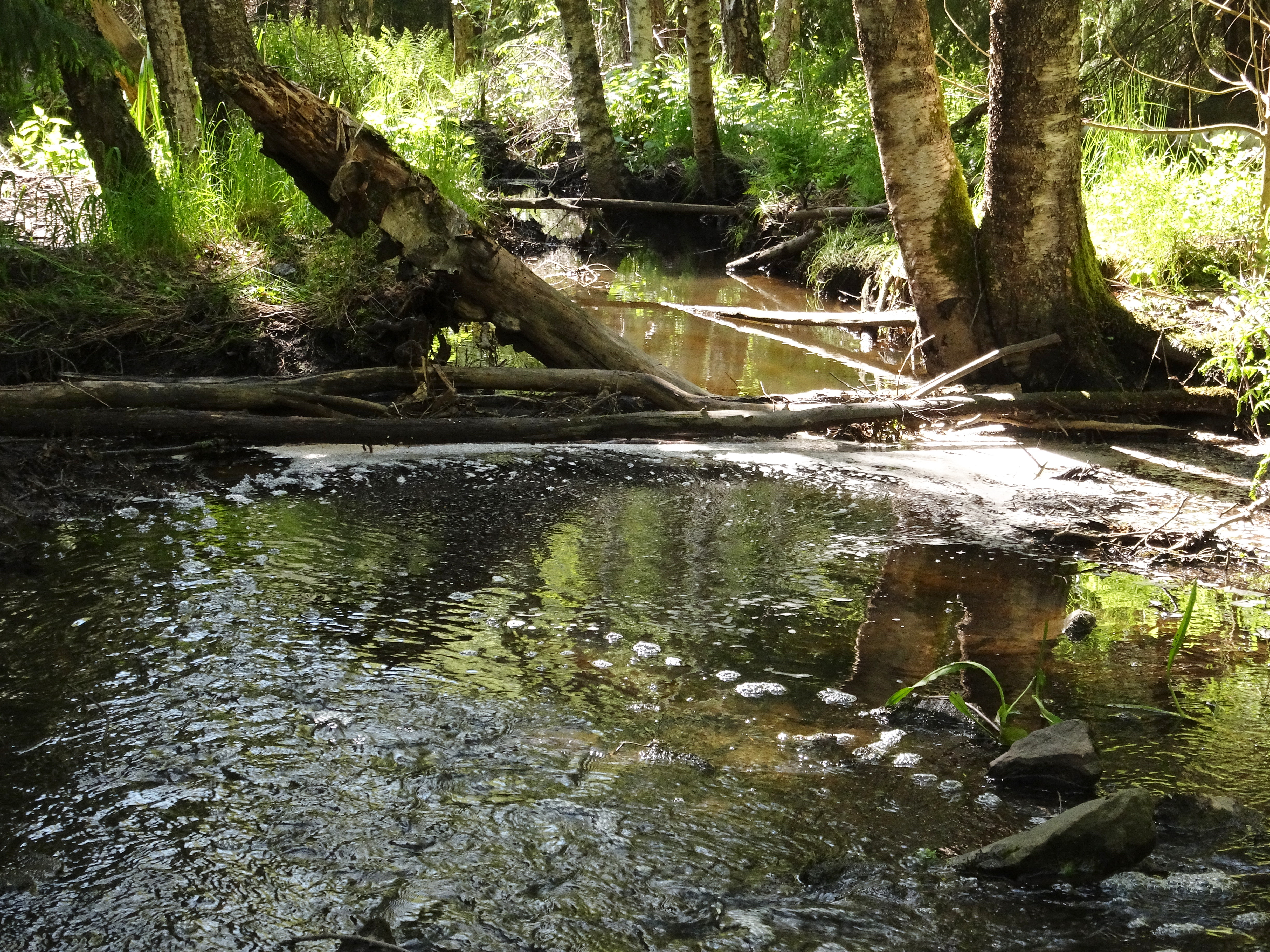
Kvarnbäcken i Slätmossens naturpark.

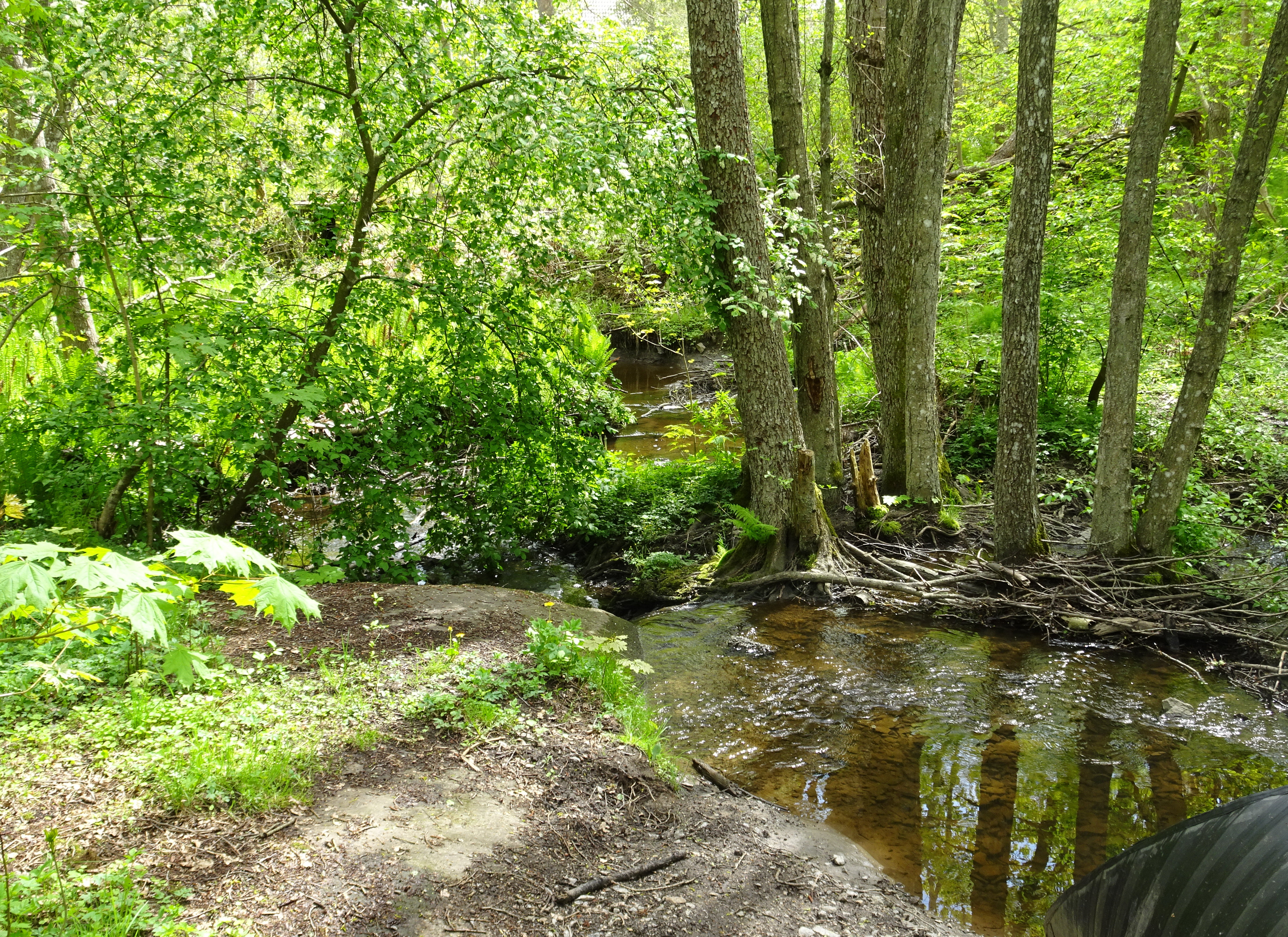
Kvarnbäcken vid Kvarntäppan.

Kvarnbäcken är ett vattendrag i Haninge kommun, Stockholms län.

## Beskrivning
Kvarnbäcken har sin källa i Slätmossens naturpark, strax söder om bostadsområdet Handen. Vattendraget rinner sedan söderut genom Jordbros småhusområde där den passerar den efter bäcken uppkallade Kvarnbäcksskolan. Därefter sträcker den sig öster om Jordbros flerbostadshus. Här är Kvarnbäcken en del av Kvarnbäckens naturområde.
Vid Kvarntäppans gård har bäcken bildat en slingrande ravin med rik växtlighet. Här förekommer ovanliga arter som tibast, strutbräken, gullpudra, bäckbräsma och orkidén korallrot. Det var även Kvarntäppan som gav bäcken sitt namn. Ungefär 600 meter uppströms nordväst om Kvarntäppan, låg både Kalvsvikskvarn, en vattenkvarn från 1700-talet och Kalvsviks kvarntorp vilket är känt från äldre kartor och husförhör. Mellan Kvarnbäcksskolan och Höglundaskolan leder en stig längs med Kvarnbäcken.
Söder om Jordbro passerar Kvarnbäcken under motorvägen (riksväg 73, Nynäsvägen) för att därefter förena sig med Husbyån som i sin tur mynnar ut i Blista fjärd i Östersjön vid Årsta slott. Ibland lyckas en havsöring ta sig uppför Kvarnbäcken för att leka och vintertid kan man se strömstaren längs bäcken.